# Mountainboarding

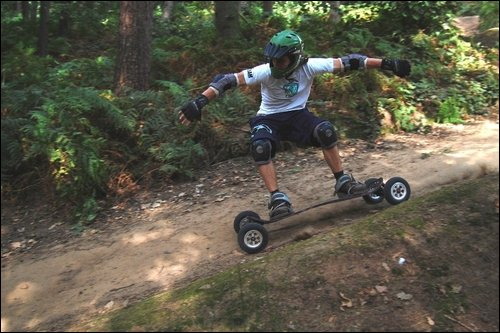
Um mountainboarder

Mountainboarding, também conhecido como dirtboarding, offroad boarding, e All-Terrain Boarding (ATB), é um esporte de aventura bem estabelecido, mas pouco conhecido, derivado do snowboarding. Poderia ser mais extremo. O esporte foi inicialmente iniciado por James Stanley durante uma visita ao Matterhorn na década de 1990, onde não havia neve disponível. Os mountainboards são compostas de componentes que incluem um deck, fixações (para prender o ciclista ao deck), quatro rodas com pneus pneumáticos e dois mecanismos de direção conhecidos como caminhões. Os mountainboarders, também conhecidos como riders, ou dirtboarders, percorrem pistas de boardercross especificamente projetadas, parques de estilo inclinado, colinas gramadas, bosques, trilhas de cascalho, ruas, parques de skate, estações de esqui, cursos de BMX e trilhas de mountain bike. É essa capacidade de percorrer uma variedade de terrenos que torna o mountainboard único em relação a outros esportes de prancha.